# Mount Hubbard
För andra betydelser, se Mount Hubbard (olika betydelser).
Mount Hubbard är ett berg på gränsen mellan delstaten Alaska i USA och territoriet Yukon i Kanada. Den kanadensiska sidan ligger i Kluanes nationalpark och den amerikanska sidan ligger i Wrangell-St. Elias nationalpark.  Toppen på Mount Hubbard är 4 557 meter över havet.